# قرارگاه ارتش (بریتانیا)
قرارگاه ارتش بریتانیا (انگلیسی: Army Headquarters) ستاد فرماندهی نیروی زمینی بریتانیا است، که در سال ۲۰۱۱ تشکیل شد. رئیس ستاد کل بریتانیا فرماندهی قرارگاه ارتش بریتانیا را برعهده دارد.